# Andrey Amador Bikkazakova
Andrey Amador Bikkazakova (San José, 29 d'agost de 1986) és un ciclista costa-riqueny, professional des del 2009 fins al 2024. El seu darrer equip fou l'EF Education-EasyPost.
En el seu palmarès destaca una victòria d'etapa al Giro d'Itàlia de 2012.

## Biografia
Andrey Amador fitxà pel Caisse d'Epargne el 2009. A finals de 2010 fou víctima d'una agressió per part d'uns delinqüents mentre entrenava a Costa Rica que l'obligà a endarrerir l'inici de la temporada. Poc després una caiguda patida durant la disputa de la primera etapa de la Volta a Astúries li provocà una fractura de clavícula, que l'obligà a perdre's el Giro d'Itàlia pel qual havia estat presseleccionat pel seu equip.
La seva primera victòria com a professional arriba el 2012, en la 14 etapa del Giro d'Itàlia amb final a Cervinia, en què s'imposà a l'esprint als seus dos companys d'escapada, Jan Bárta i Alessandro de Marchi. Aquesta era la primera victòria d'un ciclista costa-riqueny al Giro d'Itàlia.

## Palmarès
- 2007
  - Vencedor d'una etapa a la Volta a Navarra
  - Vencedor de dues etapes a la Volta a Goierri
  - 1r a la Setmana Aragonesa
- 2008
  - 1r a la Baiona-Pamplona
  - 1r a la Bidasoa Itzulia
  - 1r a la Pujada a Gorla
  - Vencedor d'una etapa al Tour de l'Avenir
- 2012
  - Vencedor d'una etapa al Giro d'Itàlia
- 2018
  - 1r a la Klasika Primavera

### Resultats al Giro d'Itàlia
- 2010. 41è de la classificació general
- 2012. 29è de la classificació general. Vencedor d'una etapa
- 2014. 110è de la classificació general
- 2015. 4t de la classificació general
- 2016. 8è de la classificació general.  Porta el Mallot rosa durant una etapa
- 2017. 18è de la classificació general
- 2019. 39è de la classificació general

### Resultats al Tour de França
- 2011. 166è de la classificació general
- 2013. 54è de la classificació general
- 2017. 87è de la classificació general
- 2018. 50è de la classificació general
- 2019. 55è de la classificació general
- 2020. 77è de la classificació general
- 2023. 110è de la classificació general

### Resultats a la Volta a Espanya
- 2014. 30è de la classificació general
- 2015. 40è de la classificació general
- 2018. 93è de la classificació general
- 2020. 52è de la classificació general